# Плавання на літніх Олімпійських іграх 2024 — 400 метрів комплексом (жінки)
Змагання з плавання на 400 метрів комплексом серед жінок на літніх Олімпійських іграх 2024 відбудуться 29 липня на Арені Дефанс.

## Рекорди
Перед цими змаганнями чинні світовий і олімпійський рекорди були такими:
| Світовий     | 4:24.38 | Саммер Макінтош | Канада         | Торонто        | 16 травня 2024 |
| Олімпійський | 4:26.36 | Катінка Хоссу   | Угорщина (HUN) | Ріо-де-Жанейро | 6 серпня 2016  |

## Формат змагань
Змагання складаються з двох раундів: попередніх запливів та фіналу. Плавчині, що показали 8 найкращих результатів у попередніх запливах, незалежно від запливу, виходять до фіналу. У тому разі, коли на останнє місце потрапляння до фіналу претендують дві чи більше плавчині з однаковим часом, передбачено перепливання.

## Розклад
Вказано центральноєвропейський час (UTC+1)
| Дата          | Час   | Раунд             |
| ------------- | ----- | ----------------- |
| 29 липня 2024 | 10:00 | Попередні запливи |
| 29 липня 2024 | 19:37 | Фінал             |

## Результати

### Попередні запливи
| Місце | Попередні запливи | Доріжка | Плавчиня           | Країна                | Час     | Нотатки |
| ----- | ----------------- | ------- | ------------------ | --------------------- | ------- | ------- |
| 1     | 1                 | 6       | Емма Веянт         | США (USA)             | 4:36.27 | Q       |
| 2     | 1                 | 4       | Кейті Ґраймс       | США (USA)             | 4:37.24 | Q       |
| 3     | 2                 | 4       | Саммер Макінтош    | Канада (CAN)          | 4:37.35 | Q       |
| 4     | 1                 | 5       | Фрея Колберт       | Велика Британія (GBR) | 4:37.62 | Q       |
| 5     | 2                 | 6       | Міо Наріта         | Японія (JPN)          | 4:37.84 | Q       |
| 6     | 2                 | 7       | Елла Рамзей        | Австралія (AUS)       | 4:39.04 | Q       |
| 7     | 2                 | 1       | Еллен Волш         | Ірландія (IRL)        | 4:39.97 | Q       |
| 8     | 1                 | 7       | Кеті Шенеген       | Велика Британія (GBR) | 4:40.40 | Q       |
| 9     | 2                 | 5       | Дженна Форрестер   | Австралія (AUS)       | 4:40.55 | R       |
| 10    | 2                 | 3       | Анастасія Горбенко | Ізраїль (ISR)         | 4:41.64 | R       |
| 11    | 1                 | 1       | Елла Янсен         | Канада (CAN)          | 4:42.06 |         |
| 12    | 2                 | 8       | Емма Карраско      | Іспанія (ESP)         | 4:43.13 |         |
| 13    | 2                 | 2       | Таніґава Аґеха     | Японія (JPN)          | 4:43.18 |         |
| 14    | 1                 | 3       | Вів'єн Якль        | Угорщина (HUN)        | 4:44.47 |         |
| 15    | 1                 | 2       | Сара Франческі     | Італія (ITA)          | 4:48.89 |         |
| 16    | 1                 | 8       | Аня Цревар         | Сербія (SRB)          | 4:49.16 |         |

### Фінал
| Місце | Доріжка | Плавчиня        | Країна                | Час     | Нотатки |
| ----- | ------- | --------------- | --------------------- | ------- | ------- |
| 1     | 3       | Саммер Макінтош | Канада (CAN)          | 4:27.71 |         |
| 2     | 5       | Кейті Ґраймс    | США (USA)             | 4:33.40 |         |
| 3     | 4       | Емма Веянт      | США (USA)             | 4:34.93 |         |
| 4     | 6       | Фрея Колберт    | Велика Британія (GBR) | 4:35.67 |         |
| 5     | 7       | Елла Рамзей     | Австралія (AUS)       | 4:38.01 |         |
| 6     | 2       | Міо Наріта      | Японія (JPN)          | 4:38.83 |         |
| 7     | 8       | Кеті Шенеген    | Велика Британія (GBR) | 4:40.17 |         |
| 8     | 1       | Еллен Волш      | Ірландія (IRL)        | 4:40.70 |         |